# Patersonia lanata
Patersonia lanata är en irisväxtart som beskrevs av Robert Brown. Patersonia lanata ingår i släktet Patersonia och familjen irisväxter.

## Underarter
Arten delas in i följande underarter:
- P. l. calvata
- P. l. lanata